# Milan Uhrík
Milan Uhrík (Komját, 1984. december 21. –) szlovák politikus, európai parlamenti képviselő.
Szlovák anyanyelvén kívül beszél angolul, németül és oroszul.

## Tanulmányai
Milan Uhrík a Nyitra melletti Komjátban nőtt fel. 2004-ben végzett a nyitrai Ipari Középiskolában automatizálás szakon. Ezt követően a pozsonyi Szlovák Műszaki Egyetem Villamosmérnöki és Informatikai Karán ipari informatika alapszakon tanult. 2007-ben szakmai gyakorlatot végzett a Belgrádi Egyetem Kohászati és Kémiai Karán, valamint szakmai gyakorlatot a Wismari Műszaki, Üzleti és Design Egyetemen. Mérnöki tanulmányait a pozsonyi Szlovák Műszaki Egyetem Villamosmérnöki Karának Menedzsment és Ipari Informatikai Intézetében végezte 2009-ben a kibernetika szakon; ezzel párhuzamosan (2005-2009) világgazdaságot, pénzügyi menedzsmentet és üzleti gazdaságtant tanult a pozsonyi Szlovák Műszaki Egyetem Menedzsment Intézetében.
2012-ben befejezte doktori tanulmányait a pozsonyi FEI TTE Energetika és Alkalmazott Villamosmérnöki Intézetében. A pozsonyi Szlovák Műszaki Egyetemen 2011–2014 között uniós forrásokból projektmenedzserként dolgozott, majd 2010–2015-ben a pozsonyi Szlovák Műszaki Egyetem egyetemi oktatója volt.

## Politikai karrier
2010-ben Uhrík a liberális-konzervatív SDKÚ párt színeiben indult a komjáti önkormányzati képviselői posztért. 2019-ben Uhríkot a szélsőjobboldali neonáci Kotleba Ludova Strana Nase Slovensko ( LSNS) színeiben európai parlamenti képviselővé választották. 2021-ig maradt, amikor is megalapította saját pártját, a szélsőjobboldali és neofasiszta Köztársaságot. 2021-ben az Európai Parlament tagja lett.
A 2016-os szlovákiai parlamenti választásokon Uhrík 10 568 szavazatot kapott, miután az NRSR képviselőjévé választották, és 10 568 preferenciális szavazatot kapott, így a nacionalista ĽSNS párt 14 megválasztott képviselője közül az ötödik helyen végzett.
2017. augusztus 7-én Uhrík bejelentette, hogy indul a Nyitrai Önkormányzati Régió elnöki posztjáért.2017. augusztus 7-én Uhríkot a Nyitrai Önkormányzati Régió 3. számú választási körzetének képviselőjévé választották, Marian Kotleba mellett ő az egyetlen regionális képviselő, akit pártja választott meg.
A 2019-es európai parlamenti választásokon Uhríkot az ĽSNS párt európai parlamenti képviselőjévé választották. A jelöltek közül a 14. helyről 42 779 preferenciális szavazat elnyerésével az első helyre jutott.
Uhrík a ĽSNS-ből más tagokkal együtt átvette Peter Marčektől a HLAS ĽUDU pártot (eredetileg Mozgalom a Demokráciáért), és 2021 márciusában a pártot Köztársaság mozgalommá alakította át, amelynek később az elnöke lett.

## Családja
Felesége Zuzana Uhríková, a Köztársaság párt munkatársa.A házaspárnak két gyermeke van, és Nyitrán élnek.Katolikus vallású.